# 提姆·杜德
提姆·杜德（英語：Tim Dodd，1985年2月27日—），因其博客名称也被稱為“每日宇航员”（英語：Everyday Astronaut），是一名美國科學傳播者、YouTube內容創作者、攝影師和音樂家。在以太空為主題的攝影系列走紅後，杜德被網站Spaceflight Now聘用，拍攝2014年4月18日SpaceX前往國際空間站的CRS-3貨運任務、2014年12月5日NASA的獵戶座太空船測試飛行EFT-1、美國空軍的GPS 2F-9發射，以及2016年3月23日NASA的OA-6任務。

## 職業生涯
杜德原是一名摩托車修理工和攝影師，以婚紗攝影為主要收入來源。他的攝影日程安排允許有很多空閒時間，因此他開始利用這些時間參與火箭攝影。
2013年，他在網上拍賣會上購買了一套橙色的俄羅斯高空生存服，後來在2014年佛羅里達州卡纳维拉尔角的火箭發射現場拍攝自己穿著這套衣服的照片，作為一個玩笑；這套衣服曾一度成為他的YouTube頻道的商標之一。2016年底，他對攝影作為他的主要職業感到不滿，並開始在Instagram和Twitter上經營「Everyday Astronaut」帳號。2017年，他創建了一個涵蓋航天教育的YouTube頻道，這成為他的主要職業
。
2022年，杜德被選中作為親愛的月球項目的乘員之一參加月球航天飛行。這項任務定於2023年在SpaceX星艦上進行。